# Dallon
Dallon és un municipi francès situat al departament de l'Aisne i a la regió dels Alts de França. L'any 2007 tenia 379 habitants.

## Demografia

### Població
El 2007 la població de fet de Dallon era de 379 persones. Hi havia 157 famílies de les quals 28 eren unipersonals (12 homes vivint sols i 16 dones vivint soles), 77 parelles sense fills, 40 parelles amb fills i 12 famílies monoparentals amb fills.
La població ha evolucionat segons el següent gràfic:
Habitants censats

### Habitatges
El 2007 hi havia 169 habitatges, 161 eren l'habitatge principal de la família, 3 eren segones residències i 4 estaven desocupats. Tots els 166 habitatges eren cases. Dels 161 habitatges principals, 132 estaven ocupats pels seus propietaris, 24 estaven llogats i ocupats pels llogaters i 5 estaven cedits a títol gratuït; 2 tenien una cambra, 5 en tenien dues, 20 en tenien tres, 36 en tenien quatre i 98 en tenien cinc o més. 130 habitatges disposaven pel capbaix d'una plaça de pàrquing. A 58 habitatges hi havia un automòbil i a 90 n'hi havia dos o més.

### Piràmide de població
La piràmide de població per edats i sexe el 2009 era:
| Homes | Edats   | Dones |
| ----- | ------- | ----- |
| 0     | 95 o +  | 0     |
| 0     | 90 a 94 | 0     |
| 0     | 85 a 89 | 0     |
| 0     | 80 a 84 | 4     |
| 4     | 75 a 79 | 8     |
| 0     | 70 a 74 | 0     |
| 8     | 65 a 69 | 16    |
| 12    | 60 a 64 | 12    |
| 16    | 55 a 59 | 16    |
| 16    | 50 a 54 | 16    |
| 36    | 45 a 49 | 24    |
| 8     | 40 a 44 | 12    |
| 12    | 35 a 39 | 24    |
| 4     | 30 a 34 | 8     |
| 4     | 25 a 29 | 8     |
| 8     | 20 a 24 | 12    |
| 24    | 15 a 19 | 24    |
| 12    | 10 a 14 | 24    |
| 16    | 5 a 9   | 4     |
| 4     | 0 a 4   | 16    |

## Economia
El 2007 la població en edat de treballar era de 271 persones, 188 eren actives i 83 eren inactives. De les 188 persones actives 172 estaven ocupades (87 homes i 85 dones) i 16 estaven aturades (6 homes i 10 dones). De les 83 persones inactives 45 estaven jubilades, 19 estaven estudiant i 19 estaven classificades com a «altres inactius».

### Ingressos
El 2009 a Dallon hi havia 155 unitats fiscals que integraven 381 persones, la mediana anual d'ingressos fiscals per persona era de 21.680 €.

### Activitats econòmiques
Dels 21 establiments que hi havia el 2007, 1 era d'una empresa extractiva, 2 d'empreses de fabricació d'altres productes industrials, 2 d'empreses de construcció, 4 d'empreses de comerç i reparació d'automòbils, 2 d'empreses de transport, 2 d'empreses d'hostatgeria i restauració, 2 d'empreses financeres, 1 d'una empresa immobiliària, 3 d'empreses de serveis, 1 d'una entitat de l'administració pública i 1 d'una empresa classificada com a «altres activitats de serveis».
Dels 3 establiments de servei als particulars que hi havia el 2009, 2 eren paletes i 1 saló de bellesa.
L'any 2000 a Dallon hi havia 5 explotacions agrícoles.

## Poblacions més properes
El següent diagrama mostra les poblacions més properes.